# Véra va mourir
Véra va mourir  — A Dark-Adapted Eye dans l'édition originale britannique — est un roman policier historique publié par Ruth Rendell en 1986. Dans l'édition originale anglaise, le roman est signé du pseudonyme Barbara Vine, mais l'éditeur français fait paraître la traduction sous la signature Ruth Rendell. 

## Résumé
Le jour de l'exécution de Véra Hillyard, condamnée pour meurtre, Faith Severn, sa nièce, se souvient de cette tante snob et excentrique, dont l'existence mouvementée aura marqué tous les membres de la famille pendant la Seconde Guerre mondiale. 
La vie de Véra est d'abord toute centrée sur un amour presque exclusif pour Eden, sa plus jeune sœur. Véra se détache alors de son mari et se désintéresse même de son propre fils, Francis, avec qui les relations depuis toujours tendues deviennent carrément mauvaises quand Véra a un second fils, Jamie, à qui elle voue une obsessionnelle dévotion. 
Sur ces entrefaites, Eden fait un beau mariage avec un riche héritier, mais apprend peu après que son couple ne peut avoir d'enfants. Aussi exige-t-elle la garde de Jamie qui, à son avis, ne reçoit pas de Véra une éducation convenable. Cette garde revendiquée a tôt fait de transformer l'ancienne amour entre les deux sœurs en une haine implacable qui cause de multiples tensions dans le reste de la famille. Et la lutte s'envenime après de troublantes révélations du passé de Véra : l'histoire d'une vieille femme qui aurait été empoisonnée, la mystérieuse disparition d'un bébé enlevé de son landau alors que Véra le gardait...

## Honneurs
Véra va mourir (A Dark-Adapted Eye) remporte en 1987 le Prix Edgar-Allan-Poe du meilleur roman décerné par l'association des Mystery Writers of America.
Véra va mourir occupe la 29e place au classement des cent meilleurs romans policiers de tous les temps établie par la Crime Writers' Association en 1990.

## Éditions
Édition originale en anglais
- (en) Barbara Vine, A Dark-Adapted Eye, Londres, Viking Press, 1986 (OCLC 60261763) - édition britannique

Éditions françaises
- (fr) Ruth Rendell (auteur), Françoise Casaril (traducteur) et Guy Casaril (traducteur), Véra va mourir [« A Dark-Adapted Eye »], Paris, Calmann-Lévy, 1987, 325 p. (BNF 41677420)
- (fr) Ruth Rendell (auteur), Françoise Casaril (traducteur) et Guy Casaril (traducteur), Véra va mourir [« A Dark-Adapted Eye »], Paris, Presses Pocket, coll. « Presses Pocket no 2874 », 1988, 348 p. (ISBN 2-266-02183-4, BNF 34952619)
- (fr) Ruth Rendell (auteur), Françoise Casaril (traducteur) et Guy Casaril (traducteur) (trad. de l'anglais), Véra va mourir [« A Dark-Adapted Eye »], Paris, Union générale d'éditions, coll. « 10/18. Grands détectives no 2381 », 1993, 325 p. (ISBN 2-264-01840-2, BNF 35581083)

## Adaptation à la télévision
- 1994 : Véra va mourir (A Dark Adapted Eye), téléfilm britannique réalisé par Tim Fywell, avec Helena Bonham Carter